# Паул Майер
Паул Августин Майер (на немски: Paul Augustin Mayer) е германски духовник, кардинал на Римокатолическата църква.

## Биография
Паул Майер е роден на 23 май 1911 година в Алтьотинг, Бавария. Постъпва в Метенското абатство на Бенедиктинския орден и от 1931 година е монах под името Августин. Следва в Залцбургския университет и в Понтификалния римски атенеум. През 1935 година получава свещенически сан и от 1937 до 1939 година преподава в Метенското абатство.
От 1939 до 1966 година Паул Майер е преподавател в Понтификалния римски атенеум в Рим, а от 1949 до 1966 година е и негов ректор. През 1960 – 1962 година е секретар на комисията по подготовката на Втория ватикански събор. През 1966 година става абат на Метенското абатство, а през 1971 година е назначен за секретар на Конгрегацията за религиозните и светски институти. Малко по-късно папа Павел VI го ръкополага за титулярен архиепископ на Сатриан. През 1984 година папа Йоан Павел II го назначава за пропрефект на Конгрегацията за Божествения култ и дисциплината на тайнствата.
На 25 май 1985 година Майер става кардинал-дякон на църквата „Сант Анселмо ал'Авентино“, а два дни по-късно става пълен префект на Конгрегацията и остава на този пост до 1 юли 1988 година, когато става първият председател на Понтификалната комисия „Ecclesia Dei“. Комисията има за задача да върне в пълно общение със Светия престол някои консервативни католически общности, най-вече Свещеническото братство на свети Пий X.
През 1991 година, когато навършва 80 години, Паул Майер губи правото да участва в папския конклав, а малко по-късно се оттегля от председателството на „Ecclesia Dei“. През 1996 година е повишен в ранг на кардинал-свещеник. От 2007 година до смъртта си той е най-възрастният жив кардинал.
Паул Майер умира на 30 април 2010 година в Рим.